# Gerincvelő

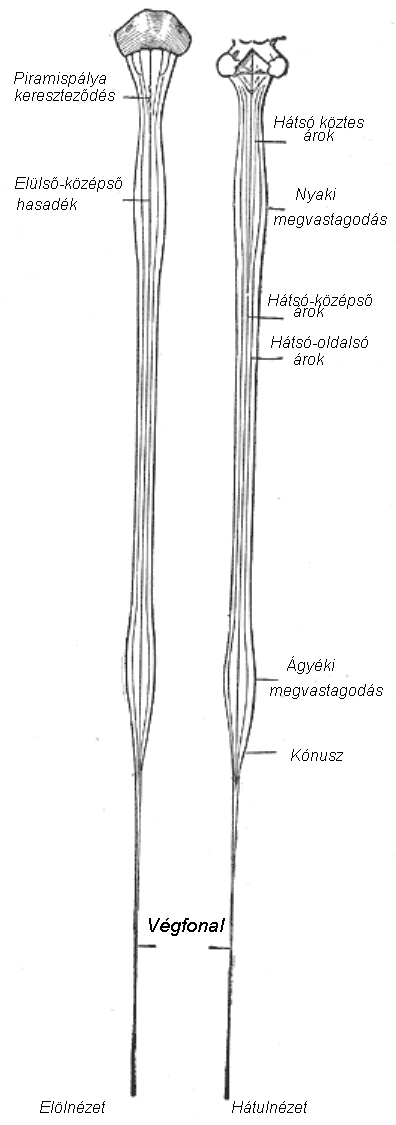
A gerincvelő

A gerincvelő (latinul medulla spinalis, görögül μύελος – müelosz) a gerincesek központi idegrendszerének része, amely a csigolyák alkotta gerinccsatornában helyezkedik el, és közvetlen folytatása az agynak. A gerincvelő az első és második ágyékcsigolya közötti szintig található, nem terjed ki a teljes gerinccsatornára. Férfiakban körülbelül 45 centiméter hosszú, míg nőkben kb. 43 cm. Fő feladatai a különböző érző ingerületek továbbítása a környezetből és a test belsejéből az agy felé (mint például tapintás, a hő érzékelése, a fájdalom érzékelése) és fordítva, az agy „parancsainak” továbbítása a periféria felé (ezek elsősorban motoros parancsok). Ezenkívül autonóm tevékenységekre is képes, mint például a reflexív.
Az agy és a gerincvelő együtt alkotják a központi idegrendszert. A csontos gerinc (csigolyaoszlop; columna vertebralis) magába foglalja és védi a gerinccsatornánál rövidebb gerincvelőt.

## Az emberi gerincvelő

A gerincvelő a gerinccsatornában

Az emberi gerincvelő a központi idegrendszer (systema nervosum centrale) része, kisujjnyi vastagságú, funkcionálisan szelvényezett szerv, amely a koponya öreglyukától (foramen magnum) az első vagy második ágyékcsigolyáig húzódik, ahol elvékonyodva, kúpszerűen végződik (conus terminalis). A közepén egy szűk központi csatorna (canalis centralis) fut végig, amely agy-gerincvelői folyadékot (liquor cerebrospinalis) tartalmaz, és a negyedik agykamrával közlekedik. Alsó kúp alakú végéből (conus medullaris/terminalis) vékony szál (filum terminale) húzódik a gerinccsatornában (canalis vertebralis), amely azonban már nem tartalmaz idegsejteket (neuronokat), felül éles határ nélkül megy át a nyúltvelőbe (medulla oblongata).
A nyaki és az ágyéki szakaszon megvastagodik (intumescentia cervicalis et lumbalis), mivel ezek a szakaszok idegzik be a felső és az alsó végtagokat is, emiatt több idegsejtet és rostot tartalmaznak. Elülső felszínén mély középhasadék (fissura mediana anterior), míg hátul csupán egy sekély árok (sulcus medianus posterior) található, melyek a gerincvelő közepén futnak végig két szimmetrikus félre osztva azt. Emellett mindkét oldalon elülső- és hátsó-oldalsó barázdák (sulcus ventrolateralis et dorsolateralis) futnak, innen indulnak, illetve ide érkeznek az elülső és hátsó gyökerek szálcsái (fila radicularia). Az elülső és hàtulsó gyökér a csigolyaközti lyukban (foramen intervertebrale) egyesül egy gerincvelői ideggé (nervus spinalis), majd innen kilépve hagyják el a gerinccsatornát, majd elágaznak egy elülső és egy hátulsó ágra. Ezek látják el mozgató (motoros) és érző beidegzéssel a test nagy részét. (Az Agyidegek által ellátott területek az adott szócikkben szerepelnek.)

### Szegmentumai

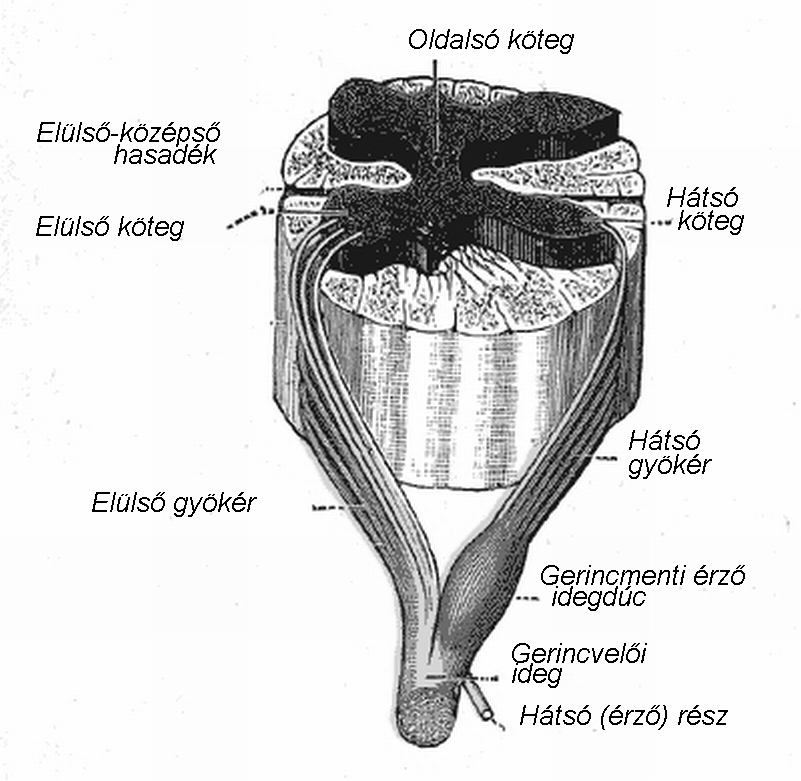
A gerincvelő egy szegmentuma és a kilépő gerincvelői ideg.

Összesen 31 gerincvelői szelvény (segmentum spinale) van általában. A gerincvelőn nincsenek az egyes szelvények között bevágások, melyek jeleznék a határt, ellenben a ki-és belépő idegrostok kötegekbe rendeződnek, melyek a gerincvelői idegek (nervus spinalis) elülső és hátulsó gyökereit adják (radix ventralis et radix dorsalis nervi spinalis). Ennek megfelelően szelvénynek (szegmentumnak) nevezzük a gerincvelő azon szakaszát, amelynek ki-és belépő rostjai a két oldalon 1-1 gerincvelői ideg gyökereit képezik. A szelvényeket aszerint számozzuk, hogy a belőlük eredő idegek mely csigolyák között lépnek ki. A szelvény sorszáma megfelel annak a csigolyának, ami alatt az idegük kilép, kivéve a nyaki szakaszon, ahol a csigolya feletti ideget tekintjük a neki megfelelőnek. Így, bár csak 7 nyakcsigolyánk van, mégis 8 nyaki szelvény található, hiszen a koponya nyakszirtcsontja (os occipitale) és az első nyakcsigolya (atlas) között is lép ki 1-1 gerincvelői ideg. Mellkasi szegmentumból 12, ágyékiból 5, keresztcsontiból szintén 5 van, és a legelső farkcsigolyához is tartozik egy idegpár. Ez utóbbi a keresztcsont alján található nyíláson (hiatus sacralis) hagyja el a gerinccsatornát. Mivel a gerincvelő rövidebb, mint a gerinccsatorna, az alsóbb szelvények gyökereinek le kell szállniuk a gerinccsatorna alsó szakaszába, hogy a nekik megfelelő csigolyák között léphessenek ki. Ezen gyökerek alkotják a végfonállal a „lófarkat” (cauda equina).

### Burkai

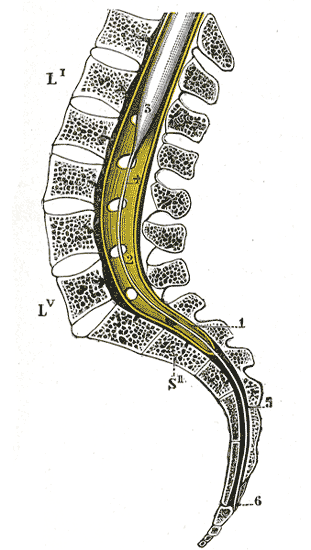
A végkúp (conus terminalis) és a "lófarok" (cauda equina)

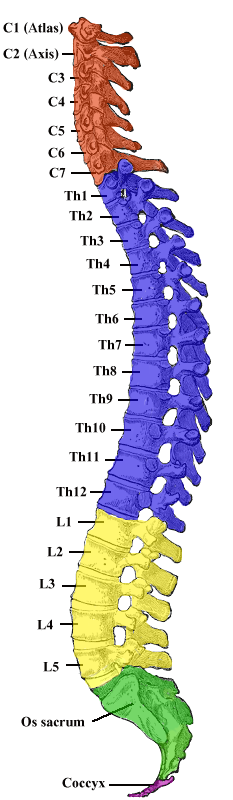
A gerinc szakaszai és görbületei

A gerincvelőt az agyvelőhöz hasonlóan a kemény agyhártya (dura mater) és a lágy agyhártya (pia mater) borítja be. A dura maternek két rétegét különböztetjük meg a gerinccsatornában: a külső magát a gerinccsatornát béleli, míg a belső a gerincvelőt és a belőle kilépő idegek gyökereit borítja, és a csigolyaközti lyukaknál rögzül. A két réteg közötti résben (cavum epidurale) egy vénás fonat (plexus venosus vertebralis internus) van, zsírszövetbe ágyazottan, ez vezeti el a gerincvelő vénás vérét. A kemény agyhártya a második keresztcsonti csigolyáig húzódik, és mint egy zsák (durazsák), borítja be a gerincvelőt. (A gerincvelő azonban a L1–L2 szintjében véget ér, így igazából innen már csak a lófarok rostkötegét tartalmazza.)
A lágy agyhártya is két rétegből áll. A dura mater alatt a pókhálóhártya (arachnoidea) található, ez a lágy agyhártya külső lemeze. A belső szorosan hozzásimul a gerincvelőhöz, ez a pia mater. A kettő közötti tér a pókhálóhártya alatti tér/rés (cavum subarachnoidale), ezt agy-gerincvelői folyadék (liquor cerebrospinalis) tölti ki.

### Átmetszete

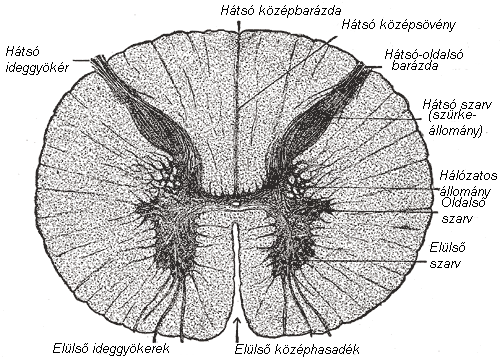
A gerincvelő átmetszete a mellkasi szakaszon

A gerincvelő közepén keskeny csatorna, a canalis centralis fut, melyet ependymasejtek bélelnek. E körül található az idegsejtek testeit (perikaryonjait) tartalmazó szürkeállomány (substantia grisea), amit kívülről a fehérállomány (substantia alba) vesz körül. Ebben az idegsejtek axonjai futnak, létrehozva a gerincvelő le- és felszálló pályáit. Fehér színét az axonokat borító velőshüvely adja.
A szürkeállomány alakja keresztmetszetben lepkére emlékezetet, megkülönböztetünk rajta egy hátulsó szarvat (cornu posterius), egy oldalsó szarvat (cornu laterale), amely azonban csak a gerincvelő mellkasi szakaszán figyelhető meg, illetve egy elülső szarvat (cornu anterius). Ezeket csak átmetszetben hívjuk szarvaknak, a gerincvelő makroszkópos leírásánál oszlopoknak nevezzük őket (columna posterior, columna lateralis és columna anterior).
A fehérállomány kötegekbe rendeződik, mindkét oldalon három található: egy hátulsó (funiculus posterior), egy oldalsó (funiculus lateralis) és egy elülső (funiculus anterior). A hátsó köteg a hátsó középbarázdától a hátsó szarvig, az oldalsó, a hátsó és az elülső szarv között, az elülső köteg pedig az elülső oldalbarázdától a középső elülső hasadékig tart. Minél hosszabb egy adott rost, annál felületesebben helyezkedik el a kötegekben. A hátsónál a hátsó középbarázda folytatásába eső sövény (septum medianum posterior) felé néző rostok tekinthetők felszínesnek, a mélyebbek tőle mindinkább oldalra, a hátsó szarv felé helyezkednek el. Az elülső és oldalsó kötegeknél már a tényleges külső felszínhez közeliek a leghosszabbak (vagyis az alsóbb szelvények fel- és leszálló rostjai). A fehérállomány mennyisége lefelé, a végkúp irányába csökken, hiszen lefelé haladva egyre több rost éri el a rendeltetési helyét.

### A gerincvelői idegek
Minden szelvényből 1–1 gerincvelői ideg (nervus spinalis) lép ki kétoldalt, melyek a csigolyák között található nyílásokon (foramen intervertebrale) hagyják el a gerinccsatornát (canalis vertebralis). Ezek részben mozgató (motoros), részben érző (sensoros) rostokat tartalmaznak. A motorosak a gerincvelőből a periféria felé, az érzőek fordítva, a perifériáról a gerincvelő felé vezetik az ingerületet.
Az elülső szarvban található, az akaratlagos vázizomzatot beidegző (somatomotoros) neuronok axonjai az elülső középhasadéktól oldalra található sekélyebb barázdánál (sulcus lateralis anterior) hagyják el a gerincvelőt (fila radicularia ventralia), majd összerendeződve a gerincvelői ideg (nervus spinalis) elülső gyökerét adják. Ez aztán egyesül a periféria felől a gerincvelő felé haladó hátsó gyökérrel, amely a hátsó középbarázdától oldalra található barázdánál (sulcus lateralis posterior) lép be a gerincvelőbe. Az érző rostok neuronjai azonban nem a gerincvelőben találhatóak, hanem a csigolyák közti nyílásokban, a hátsó gyökerek megvastagodásaként jelentkező gerincvelői dúcokban (ganglion spinale). Ezek bipoláris (pseudounipolaris) idegsejtek, kettéágazó axonnal. A dúcban tehát nem történik átkapcsolás, az érző ingerület a periféria felől megszakítás nélkül a gerincvelőbe jut, ahol synapsison keresztül átadódik egy ott található idegsejtnek.

A gerincvelő átmetszetének és a gerincvelői idegek sémás ábrája. (Érző részek kékkel (1), mozgató részek pirossal (2) jelölve); 3. Canalis centralis; 4. Fehérállomány (hátsó köteg); 5. Szürkeállomány; 6. Elülső gyökér (radix anterior), csak mozgató; 7. Hátulsó gyökér (radix posterior), csak érző; 8. Spinális (érző) idegdúc; 9. Gerincvelői ideg (nervus spinalis), hátsó, érző része; 10. Gerincvelői ideg hátsó ága (ramus posterior), kevert; 11. Gerincvelői ideg elülső ága (ramus anterior), kevert; 12. Rami communicantes; 13. Ramus communicans albus; 14. Ramus communicans griseus; 15. Paravertebrális autonóm idegdúc; 16. A felette lévő dúchoz vezető ága; 17. Idegsejteket tartalmazó rész; 18. Prevertebrális autonóm idegdúc.

A nervus spinalisok kilépve a foramen intervertebralén maguk is kettéágazódnak elülső és hátsó ágakra (ramus ventralis et ramus dorsalis nervi spinalis). A hátulsó ágaknak rendszerint nincs megkülönböztető neve, kivéve a nyakszirt alatti ideget (nervus suboccipitalis) (C1-es szegmentum), a nagyobbik nyakszirti ideget (nervus occipitalis major) (C2), a harmadik nyakszirti ideget (nervus occipitalis tertius) (C3), a fartájék felső- (nervi clunii superiores) (L1–L3) és középső (nervi clunii medii) (S1–S3) érző ágait. Az elülső ágak a nyaki szakaszon két fonatot alkotnak: a nyaki fonatot (plexus cervicalis) és a karfonatot (plexus brachialis). A mellkasi szakaszon az elülső ágak a borda közti idegeket (nervi intercostales) adják, az ágyéki szakaszon az ágyéki fonatot (plexus lumbalis), az keresztcsontin a keresztcsonti fonatot (plexus sacralis) alkotják. A határ nem éles, például az ágyéki fonathoz még az utolsó mellkasi szegmentum is hozzájárul.
Az oldalsó szarvban helyezkednek el a vegetatív motoneuronok. Ezek axonjai az elülső szarv izmokat beidegző (somatomotoros) rostjaihoz csatlakoznak, az elülső gyökérben (radix ventralis) futnak. A gerincvelői ideg kettéágazódása után az elülső ágban haladnak (ez a mellkasi szakaszon, ahol oldalsó szarv is van, a bordaközi idegek), majd azt elhagyva, mint fehér összekötő ág (ramus communicans albus) (a myelinhüvelytől fehér) a (szimpatikus dúclánc) legközelebbi autonóm idegdúcába mennek. Itt átkapcsolnak, és mint szürke összekötő ág (ramus communicans griseus) (myelinhüvely nélküli rostokat tartalmaz) visszatérnek a borda közti idegbe, és motorosan beidegzik az erek simaizmait és a bőrmirigyeket. A 6. mellkasi szelvénytől kezdve azonban egy részük átkapcsolás nélkül átmegy a szimpatikus dúclánc dúcain, majd összeszedődik nagy zsigeri idegekbe (nervus splanchnicus thoracicus major és minor). Ezek végső soron a főverőér előtti nagy szimpatikus autonóm idegdúcba (ganglion coeliacum) mennek, és itt kapcsolódnak át. Az idegdúcot elhagyó következő (postganglionaris) rostok idegzik be szimpatikusan a hasüregi zsigereket.
Az érző neuronok mind a testből származó (somato-), mind a zsigerekből kiinduló érzéseket felvevők (viscerosensoros) neuronok a hátsó szarvban találhatók.

### Rexed-féle lemezek
1952-ben Bror Rexed (1914–2002) svéd idegkutató leírta a gerincvelő szürkeállományának szerveződését. Tíz lemezt (laminae I.–X.) különböztetett meg, azok sejtes felépítése alapján. A Rexed-féle beosztás összeegyeztethető a korábbi, klasszikus leírással:
- I.–VI.: Ezek a hátulsó szarvon találhatóak.
- Lamina I.: Megfelel a széli zónának, ez a hátsó szarv leghátsó része. Elsősorban fájdalom- és hőérzést vezető rostok végződnek benne.
- Lamina II.: Ez a kocsonyás állománynak (Rolando-féle állomány)[21] felel meg, melyben glia- és apró idegsejtek helyezkednek el. Kocsonyaszerű jellegét annak köszönheti, hogy a benne előforduló rostok, amelyek főleg a bőrből származnak, igen kis száma rendelkezik csak velőshüvellyel.
- Lamina III.–IV.: Ez a hátsó szarv saját szürke magja. A neuronok mérete igen változatos. A magban végződő rostok vastag velőshüvellyel rendelkeznek, a bőr mechanoreceptoraitól hoznak érző információt.
- Lamina V.–VI.: A hátsó szarv töve.
- VII.–X.: Az elülső szarv, és a központi csatornát körülvevő terület.
- Lamina VII: Ez az átmeneti zóna, amely nagyjából az elülső és a hátulsó szarv közötti területet foglalja magában, leszámítva a központi csatorna (canalis centralis) körüli részt, noha egy kis részen benyúlik az elülső szarvba is. Az itt található idegsejtek zöme kapcsoló neuron, Idegsejt|axonjaik részben a gerincvelő különböző szelvényeit kapcsolják össze, illetve az adott szelvény különböző részeit. Az oldalsó szarv is ehhez a réteghez tartozik.
- Lamina VIII.: Ez a lemez az elülső szarv medialis részén található. Neuronjai elsősorban a gerincvelő két oldala között létesítenek kapcsolatot, a fehérállomány fissura mediana anterior és a canalis centralis közötti összekötő részén keresztül(commissura alba). A magcsoport neve: Lenhossék-féle commissuralis mag.
- Lamina IX.: A cornu anterius elülső részén található, főleg mozgató idegsejteket (motoneuron) tartalmaz. Ezek axonjai a gerincvelőt mint fila radicularia ventralia; anteriora hagyják el, majd összerendeződve létrehozzák az elülső gyökeret, és megszakítás nélkül idegeznek be izmokat.
- Lamina X.: Ez a canalis centralist körülvevő szürkeállománynak felel meg (substantia grisea centralis).

## A fehérállomány kötegei és pályái

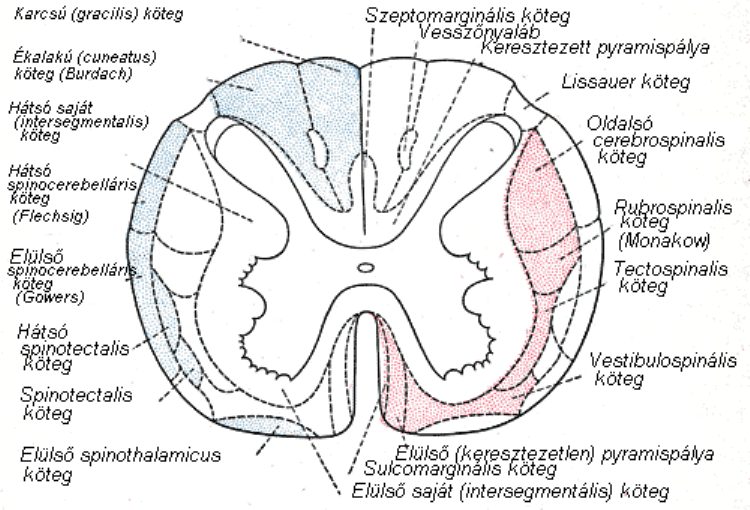
A gerincvelő fehérállományának tagozódása, pályái

A gerincvelő fehérállományát az egyértelmű leírhatóság érdekében feloszthatjuk elülső, oldalsó és hátsó fehér oszlopokra, pontosabban kötegekre: funiculus anterior, funiculus lateralis és funiculus posterior. Az elülső köteg mindkét oldalon az elülső középhasadéktól (fissura mediana anteriortól) a gerincvelői idegek elülső gyökérszálainak eredési vonaláig tart; az oldalsó köteg a gerincvelői idegek elülső gyökérszálainak eredési és hátsó gyökérszálainak belépési vonala között van; a hátsó köteget a hátsó gyökérszálak belépési vonala és a hátsó középbarázda sulcus medinus posterior között fekszik. Mint a központi idegrendszer más területein, a gerincvelőben is a fehérállományt idegrostok, neuroglia sejtek és vérerek alkotják. Körülveszi a szürkeállományt, fehér színét a velőhüvelyes idegrostok magas aránya adja.

### Az idegpályák elrendeződése
A rendszerezett leírás érdekében az (tractus) felszálló, leszálló és szelvények közötti (intersegmentalis) pályákra osztjuk fel. A szelvények közötti pályák néhány gerincvelői szelvényt áthidaló rostok, összeköttetést teremtenek a különböző szelvények szintjén elhelyezkedő neuronok között, és különösen fontos szerepük van a szelvények közötti gerincvelői reflexek működésében.

## A gerincvelő felszálló pályái
A gerincvelőbe való belépést követően a különböző funkciójú és méretű érző idegrostok szétválasztódnak, és a fehérállományban idegrost kötegekbe vagy pályákba (tractus) szedődnek össze. Bizonyos idegrostok a gerincvelő különböző szelvényeit kötik össze, míg mások a gerincvelőből magasabb központokhoz szállnak fel, így összekötik a gerincvelőt az aggyal. A felszálló idegrostok kötegeit nevezzük felszálló pályáknak. A felszálló pályák afferens információkat közvetítenek, amelyek részben tudatosulhatnak, részben nem. Az információkat két fő csoportba sorolhatjuk:
1. exteroceptív[25] információk, amelyek a testen kívülről ingerekből származnak, mint a fájdalom-, hő- és tapintásérzés, és
2. proprioceptív[26] információk, amelyek a testből erednek, mint például az izmokból és az ízületekből.

### Általános anatómiai szerveződés
A perifériás idegvégződésekből származó információkat az idegrendszeren keresztül összekapcsolódó neuronok láncolatai vezetik. A legegyszerűbb formájában egy felszálló pályán az ingerület útja a tudatosulásig három neuronon keresztül vezet. Az első neuron az elsőrendű neuron, amelynek idegsejt teste a gerincvelői ideg hátsó gyöki érző idegdúcában van. Egy perifériás nyúlványa összeköti egy érző idegvégződéssel, míg egy másik nyúlványa a hátsó gyökéren át belép a gerincvelőbe, és ott synapsist képez egy másodrendű neuronon. A másodrendű neuronból kiinduló axon átkereszteződik (áthalad az ellenkező oldalra), és fölszáll a központi idegrendszer valamely magasabb szintjére, ahol synapsist képez a harmadrendű neuronnal. A harmadrendű neuron perikaryonja általában egy kéreg alatti szürke magban, a talamuszban van, az ebből kiinduló rost az agykéreg egy érző régiójához fut. Ez a három neuronos lánc a legáltalánosabb elrendeződés, de bizonyos efferens pályák több vagy kevesebb neuronból állnak. A felszálló pályák sok neuronja elágazódik, és ingerületet visz a hálózatos rendszerhez formatio reticularis, amely aktiválja az agykérget, és ezzel fenntartja az éber állapotot. Az átkereszteződés minden érzőpályára jellemző, ezért az egyik oldali testfélből jövő érzéseket az ellenkező oldali agyfélteke dolgozza fel.

### A felszálló pályák funkciói
A fájdalomérzés és a hőmérsékletérzés a gerincvelőtől a talamuszhoz futó oldalsó pálya (tractus spinothalamicus lateralis) közvetítésével száll fel; az általános (nyers) felszíni tapintás és nyomás érzés pályája a gerincvelőtől a talamuszhoz futó oldalsó elülső pálya (tractus spinothalamicus anterior). A diszkriminatív tapintással – vagyis azon képességgel, hogy pontosan lokalizálni tudjuk testünkön a megérintett területet, valamint felismerjük azt, hogy egyszerre két pontot érintünk, még ha azok közel is vannak egymáshoz (két pont megkülönböztetése) – kapcsolatos érzetek a hátsó kötegben szállnak fel. Ugyancsak a hátsó kötegben vezetődnek a felsőbb központok felé az izmokból és az ízületekből származó, a test különböző részeinek mozgásaira és helyzetére vonatkozó információk. Ezeken túlmenően a vibrációs érzések is a hátsó kötegben szállnak fel. Az izmokból, az ízületekből, a bőrből és a bőralatti szövetekből kiinduló nem tudatosuló információk a kisagyat az elülső (tractus spinocerebellaris anterior) és hátsó (posterior) és a tractus cuneocerebellaris közvetítésével érik el. A gerincvelőtől a hálózatos állományhoz vezető (tractus spinoreticularis) az izmokból, az ízületekből és a bőrből származó érző ingerületeket továbbít a formatio reticularishoz.

#### A fájdalom érzékelése
A fájdalom érzékelése egy komplex jelenség, amelyet befolyásol az egyén érzelmi állapota és korábbi tapasztalatai.

#### Az elkülönítő (diszkriminációs) tapintás, vibrációs érzés, és tudatos izom- és ízületérzés
A felsorolt érzésféleségek a fehérállomány hátsó kötegeiben vezetődnek. A nyúlt velőben és a talamuszban átkapcsolódva a pályarendszer harmadrendű neuronjainak rostjai az agykéreg hátsó központi tekervényében végződnek. A test ellenoldali fele fordítva van reprezentálva a kérgi mezőn, a kéz és a száj területei helyezkednek el a tekervény alsó részén.

#### A kisagyhoz vezető izom- és ízületérzési pályák
A gerincvelőbe belépő érző rostok a gerincvelő szürkeállományának a pályarendszerhez tartozó neuronjain végződnek. Az ezekből kiinduló másodrendű neuronok az oldalsó kötegben szállnak fel elülső és hátsó gerincvelő-kisagyi pályaként (tractus spinocerebellaris anterior és posterior) a kisagykéreghez, amelyben végződnek. A spinocerebellaris pályák rostjai izom- és ízületi információkat szállítanak az izmokban és inakban lévő érző idegvégződésekből (izomorsók és ínorsók), a törzs és az alsó végtagok ízületeinek receptoraiból. Ezeket az információkat, amelyek az izmok és az inak feszülésére, valamint az izmok és az ízületek mozgásaira vonatkoznak, a kisagy a végtagmozgások koordinációjára és a testtartás megőrzésére használja fel.

#### Zsigeri érzőpályák
A mellkas üregében és a hasüregben elhelyezkedő zsigerekből származó érzések a hátsó gyökéren keresztül lépnek be a gerincvelőbe. Az elsőrendű, hátsó gyöki érző idegdúcokban található neuronok perifériás nyúlványa idegi ingerületeket kap a zsigerek fájdalom- és feszülésérzékelő receptorok végződéseiből. A centrális nyúlvány a gerincvelőben szinapszist képez a másodrendű neuronokon a szürkeállományban. A másodrendű neuron axonja feltehetően csatlakozik a talamuszhoz vezető (spinothalamicus) pályákhoz, és ezekkel felszállva végződik a harmadrendű neuronokon a talamuszban. A harmadrendű neuron axonja valószínűleg az agykéreg gyrus postcentralisában végződik. A zsigeri fájdalom okai közé tartozik: az elégtelen helyi vérellátás (ischemia), a kémiai károsodások, a simaizmok görcsös összehúzódása és az üreges zsigerek túlzott kitágulása. A gerincvelőbe lépő zsigeri afferens rostok közül sok elágazik és reflexműködésekben vesz részt.

## A gerincvelő leszálló pályái
A gerincvelő szürkeállományának elülső oszlopában elhelyezkedő motoros sejtek axonokat küldenek a vázizomzat beidegzésére a gerincvelő elülső gyökerén keresztül. Ezeket a mozgató neuronokat alsó motoros neuronoknak nevezik, és az utolsó, közös útvonalat képezik az izmok felé. Az alsó motoros neuronok állandó jelleggel kapják azokat az ingerületeket, amelyek a nyúlt velőből, a hídból, a középagyból és az agykéregből szállnak le, valamint azokat is, amelyek a gerincvelői idegek hátsó gyökerének érző rostjain keresztül lépnek be. Azon idegrostok csoportjai, amelyek a fehérállományon keresztül a különböző felsőbb központoktól szállnak le, egymástól elkülönült kötegekbe rendeződve képezik a leszálló pályákat. A supraspinalis neuronokat és pályáikat nevezik felső motoros neuronoknak, amelyek számos különböző útvonalon keresztül tudják befolyásolni a motoros aktivitást.

### Általános anatómiai szerveződés
Az agykéregből és más magasabb központokból származó, az izomműködést kontrolláló információk vezetése az idegrendszerben neuronok láncolatán keresztül történik. Az agykéregből induló leszálló útvonal gyakran három neuronból áll. Az elsőrendű neuron sejtteste az agykéregben van. Axonja leszállva synapsist alkot a másodrendű neuronon, amely egy közbeiktatott (internuntialis) neuron és a gerincvelő szürkeállományának elülső oszlopában helyezkedik el. A másodrendű neuron axonja rövid, és synapsist képez a harmadrendű neuronon, azaz az alsó motoros neuronon a szürkeállomány elülső oszlopában . A harmadrendű neuron axonja beidegzi a vázizmot a gerincvelő elülső gyökerén keresztül. Egyes esetekben az elsőrendű neuron axonja közvetlenül a harmadrendű neuronon végződik.

### A leszálló pályák funkciói
A mozgató kéregrészből a gerincvelőhöz vezető (tractus corticospinalis; pyramispálya) az akaratlagos fő mozgatópálya: az egyedi, ügyességet igénylő, különösen a végtagok distalis részén lezajló mozgások pályája. A hálózatos állománytól a gerincvelőhöz futó pálya tractus reticulospinalis izgathatja vagy gátolhatja a gerincvelő szürkeállományának elülső oszlopában lévő motoros neuronokat, ezzel fokozhatja vagy gátolhatja az akaratlagos mozgást, vagy a reflexek aktivitását. A látási információkat is feldolgozó középagyi tektumtól a gerincvelőhöz futó pálya tractus tectospinalis a látási információkhoz kapcsolódó testtartási reflexekkel függ össze. A vörös magtól a gerincvelőhöz húzódó pálya tractus rubrospinalis a motoros neuronokra hat, serkenti a hajlító (flexor) izmok aktivitását és gátolja a feszítő (extensor) izmokét. Az egyensúlyi ideg magjaitól a gerincvelőhöz futó pálya (tractus vestibulospinalis) a motoros neuronokra hatva serkenti a feszítő izmok aktivitását és gátolja a flexor izmokét, szerepe van a testtartásnak az egyensúlyi helyzethez kapcsolódó fenntartásában. A leszálló autonóm rostok hatása a zsigerek működésének kontrolljával kapcsolatos.

#### A piramispálya(tractus corticospinalis)
A pályát az agykéreg ötödik rétegében található nagy piramidális sejtek axonjai képezik. A rostoknak mintegy kétharmada származik az agykéreg elsődleges elülső központi tekervény és másodlagos mozgató központjából (az előbbi előtti kéregmezők), egyharmada pedig a hátsó központi tekervényből ered (utóbbi rostok az érzési ingerületek idegrendszerbe való bemenetét befolyásolják. A testrészek kérgi vetületét a testnek egy torzított rajzával szokás ábrázolni, amelyen a különböző részek nagysága arányos azzal a kérgi területtel, amely az adott testrész kontrolljáért felelős. Az arcot kontrolláló terület alul található, míg az alsó végtagot kontrolláló kérgi terület fent. A rostok áthaladnak a kéreg alatti szürke magvak közötti fehérállományon (capsula interna), a középagyon, a hídon, a nyúltvelőn; utóbbi alsó végénél a középsíkon átkereszteződnek (decussatio pyramidum), ezután a gerincvelő fehérállományának oldalsó kötegében futnak le, és a gerincvelői szelvényekben a szürkeállomány elülső oszlopában végződnek. A rostok többsége köztes neuronokkal képez synapsist, csak a legvastagabb corticospinalis rostok végződnek közvetlenül a motoros neuronokon.

### A fehérállomány pályarendszereinek vázlatos összefoglalása
A fehérállomány pályarendszerei:
1. Felszálló pályarendszer

A gerincvelő pályái. A felszálló pályák kék, a leszállóak piros színnel jelöltek.

  - a gerincvelőt köti össze az aggyal, érző pályarendszer, az ingerületet a test felületéről és a belső szervekből hozza.
2. Leszálló pályarendszer
  - az agyból hozza a feleletet (mozgás) vagy a parancsot és a különböző szervek felé halad.

A fehérállományt felosztjuk:
1. Hátulsó szakasz
  - érzőpályák haladnak felfelé
2. Oldalsó szakasz
  - mozgatópályák haladnak lefelé
3. Elülső szakasz
  - mozgatópályák haladnak lefelé, és itt egy érzőpálya is halad felfelé, ez a kisagy érzőpályája

Mozgatópályák:
1. Piramispálya
  - az agyból érkezik az oldalsó kötegen úgy, hogy a nyúlt velőben átkereszteződik
2. Extrapiramidalis pályarendszer
  - az elülső kötegen halad lefelé, nem kereszteződik át.

### Vérellátása

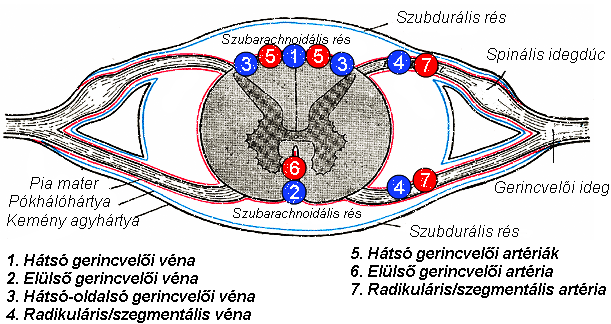
A gerincvelő és környezetének keresztmetszete

A gerincvelő elülső felszínén, az elülső középhasadék (fissura mediana anterior) mentén fut lefele a páratlan elülső gerincvelői verőér (arteria spinalis anterior), míg hátul, kétoldalt 1–1 hátsó gerincvelői verőér (arteria spinalis posterior) halad, a hátsó-oldalsó barázdától (sulcus lateralis posterior) kicsit oldalra. Mindhárom ér a két gerincmenti verőér (arteria vertebralis) koponyán belüli ágai, melyek az öreglukat (foramen magnum) elhagyva húzódnak lefele a gerincvelőn. A három eret körkörösen kisebb ív alakú ágak kapcsolják össze egymással (ramus arcuatus).(ábra angol nyelven)
A vérellátás biztonsága érdekében több ágon keresztül is kapj vért, a három horizontális lefutású artériát folyamatosan tápláló ágak is erősítik, ezek a csigolyaközti lyukakon (foramen intervertebrale) lépnek be a gerinccsatornába, mint gerincvelői ágak (rami spinales). A nyaki szakaszon ezek szintén a két gerincmenti verőér (arteria vertebralis) ágai, melyeket még az előtt adnak, hogy ők maguk is belépnének. A mellkasi szakaszon a bordaközi artériák (arteriae intercostales), az ágyéki szakaszon az (arteriae lumbales), míg a keresztcsonti szakaszon a két oldalsó keresztcsonti verőér (arteria sacralis lateralis) adja a gerincvelői ágakat.
A gerincvelő vénás vérét (akárcsak a csigolyákét és a gerincvelő burkainak vérét) a pókhálóhártya alatti térben (cavum subarachnoideale) található belső vénás fonat (plexus venosus vertebralis internus) szedi össze, majd a csigolyák közötti nyílásokon elvezeti a külső vénás fonatba (plexus venosus vertebralis externus). Innen a vénák iránya megegyezik a belépő artériákéval, azaz a mellkasi szakaszon a bordaközi vénák (venae intercostales), az ágyékin az ágyéki vénák (venae lumbales), a keresztcsontin az oldalsó keresztcsonti gyűjtőerek (venae sacrales laterales) felé vezetődik el a vér. Utóbbiak kivételével a vénák a jobb oldalon a vena azygosba, a bal oldalon a vena hemiazygosba ömlenek.